# Arthur Giesl
Arthur Johann Baptist svobodný pán Giesl von Gieslingen (19. června 1857, Krakov – 3. prosince 1935, Vídeň) byl rakousko-uherský generál z rodiny s vojenskou tradicí. Od mládí sloužil v armádě, v roce 1912 dosáhl hodnosti generála jezdectva. V letech 1912–1914 byl velitelem 8. armádního sboru, respektive zemským velitelem v Čechách. Na počátku první světové války selhal jako velitel na srbské frontě a byl penzionován, od té doby žil v soukromí.

## Životopis

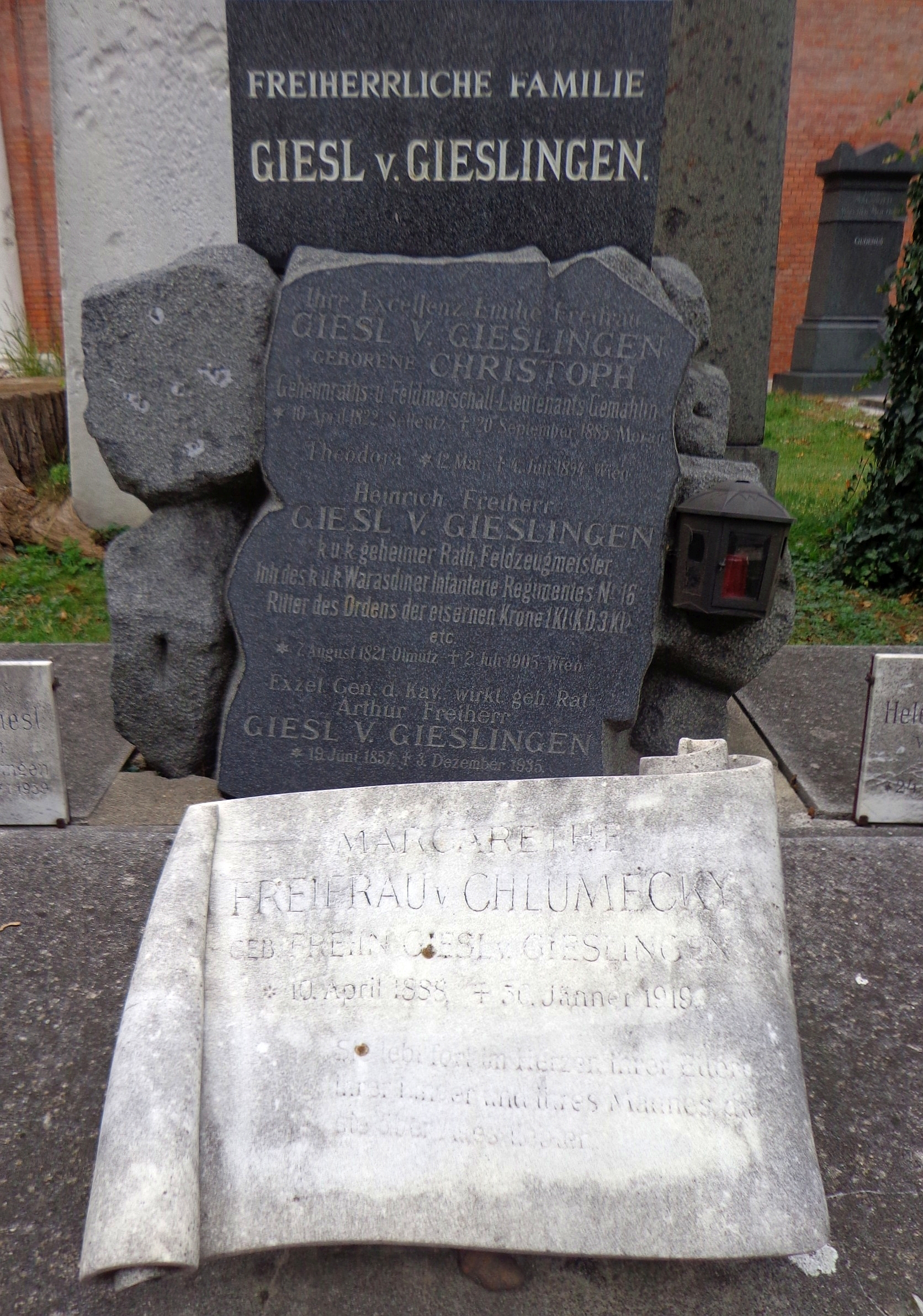
Hrobka rodiny Gieslů na vídeňském centrálním hřbitově

Narodil se jako starší syn c.k. polního zbrojmistra Heinricha Karla Giesla (1821–1905), který byl v roce 1883 povýšen do stavu svobodných pánů. První vojenskou průporavu získal na kadetních školách v Sankt Pölten a Eisenstadtu, v letech 1871–1875 studoval na Tereziánské vojenské akademii ve Vídeňském Novém Městě a do armády vstoupil v roce 1875 jako poručík k 2 dragounskému pluku ve Vídni. V letech 1879–1881 si doplnil vzdělání na Válečné škole (K.u.k. Kriegsschule) a v hodnosti nadporučíka byl zařazen do sboru důstojníků generálního štábu. Jako štábní důstojník sloužil znovu ve Vídni nebo v Székesfehérváru. V hodnosti kapitána byl od roku 1887 ordonančním důstojníkem korunního prince Rudolfa a stal se jeho blízkým spolupracovníkem. V roce 1889 byl jedním z mála, komu bylo umožněno vidět mrtvolu korunního prince po jeho sebevraždě v Mayerlingu. Od roku 1891 byl v hodnosti majora pobočníkem císaře Františka Josefa. V roce 1892 byl převelen ke štábu do Lvova, kde o dva roky později dosáhl hodnosti podplukovníka. V letech 1896–1898 byl šéfem štábu 8. armádního sboru v Praze. Souběžně nadále působil ve zpravodajských službách a jeho jméno je později zmiňováno v souvislosti s aférou plukovníka Redla.
V roce 1903 byl povýšen na generálmajora a stal se velitelem 10. pěší brigády v Opavě. V letech 1905–1910 působil jako ředitel Tereziánské vojenské akademie. Mezitím dosáhl hodnosti polního podmaršála (1907) a v letech 1910–1912 byl velitelem 29. pěší divize v Terezíně. K datu 1. listopadu 1912 byl povýšen do hodnosti generála jezdectva a převzal velení 8. armádního sboru v Praze, respektive byl zemským velitelem v Čechách se sídlem v Praze. Na počátku první světové války byl se svým sborem povolán na srbskou frontu, kde byl ale vzápětí poražen a odeslán na časově neohraničenou dovolenou. Po nástupu císaře Karla I. byl v roce 1917 znovu povolán do aktivní služby, převzal ale jen podružnou funkci prezidenta kontrolní komise záložních jednotek. Formálně byl z armády vyřazen až k 1. lednu 1919. Poté žil v soukromí ve Vídni, od roku 1928 byl čestným prezidentem společnosti absolventů Tereziánské vojenské akademie.
V roce 1888 se oženil s Helenou Comploierovou (1860-1944) a měl s ní dvě dcery. Mladší Theodora zemřela krátce po narození, starší Margareta (1888–1919) byla manželkou barona Leopolda Chlumeckého.
Jeho mladší bratr Wladimir Giesl (1860–1936) sloužil také v armádě a dosáhl hodnosti generála jezdectva. Známá je jeho funkce rakousko-uherského vyslance v Srbsku těsně před první světovou válkou.

## Tituly a ocenění
Rodina užívala od roku 1773 prostý šlechtický titul s predikátem von Gieslingen. Arthurův otec získal v roce 1863 titul rytíře a v roce 1883 byla rodina povýšena do stavu svobodných pánů. Arthur jako velitel armádního sboru obdržel titul c. k. tajného rady s nárokem na oslovení Excelence. Během vojenské služby získal vyznamenání v Rakousku-Uhersku, v době působení v bezprostřední blízkosti korunního prince Rudolfa a císaře Františka Josefa obdržel řadu ocenění i od zahraničních panovníků. Od roku 1913 byl čestným majitelem pěšího pluku č. 16.

### Rakousko-Uhersko
- Řád železné koruny III. třídy (1889)
- Vojenský záslužný kříž III. třídy (1898)
- Jubilejní pamětní medaile (1898)
- Služební odznak pro důstojníky III. třídy (1900)
- rytířský kříž Leopoldova řádu (1903)
- Vojenský jubilejní kříž (1908)
- rytířský kříž Řádu sv. Štěpána (1909)
- Služební odznak pro důstojníky II. třídy (1910)
- Bronzová vojenská záslužná medaile (1917)

### Zahraničí
- Řád bílého orla (1887, Srbsko)
- Řád pruské koruny III. třídy (1888, Německo)
- Řád lva a slunce III. třídy (1889, Persie)
- Řád rumunské koruny komandér Řádu rumunské koruny (1890, Rumunsko)
- Řád pruské koruny II. třídy (1891, Německo)
- rytíř Řádu Albrechtova (1891, Sasko)
- Řád Takova III. třídy (1891, Srbsko)
- Řád Fridrichův II. třídy (1900, Württembersko)
- Řád lva a slunce II. třídy (1901, Persie)
- velkokříž Řádu vévody Petra Fridricha Ludvíka (1908, Oldenbursko)
- velkokříž Řádu meče (1910, Švédsko)
- Řád posvátného pokladu I. třídy (1911, Japonsko)
- Řád dvojitého draka II. třídy (1911, Čína)